# Leucospis banksi
Leucospis banksi är en stekelart som beskrevs av Lewis H. Weld 1922. Leucospis banksi ingår i släktet Leucospis och familjen Leucospidae.
Artens utbredningsområde är Filippinerna. Inga underarter finns listade i Catalogue of Life.